# Bijagual (Chiriquí)
Bijagual es un corregimiento del distrito de David en la provincia de Chiriquí, República de Panamá. Cuenta con una población de 732 habitantes (2010).